# Turbonilla strongi
Turbonilla strongi is een slakkensoort uit de familie van de Pyramidellidae. De wetenschappelijke naam van de soort is voor het eerst geldig gepubliceerd in 1931 door Willett.